# Federico Ricci
Federico Ricci, italijanski operni skladatelj, * 22. oktober 1809, Neapelj, Italija, † 10. december 1877, Conegliano.

## Življenje
Je mlajši brat Luigija Riccija. Oba sta študirala glasbo na neapeljskem konservatoriju pri mojstru Zingarelliju. Živel je na Dunaju, Sankt Petersburgu in Parizu. Nekaj oper sta skomponirala skupaj z bratom.

## Opere (izbor)
- Monsieur de Chalumeaux (1835)
- Ujetnik iz Edimburga (1838)
- Un duello sotto Richelieu (1839)
- Luigi Rolla (1841)
- Corrado d'Altamura (1841)
- Vallombra (1842)
- Isabella Medičejska (1845)
- Estella iz Murcie (1846)
- Griselda (1847)
- I due ritratti (1850)
- Košara ljubezni (1853)
- Une folie à Rome (1869)
- Don Kihot (nedokončana 1876)

Opere, nastale v sodelovanju z bratom Luigijem:
- Polkovnik (1835)
- Il disertore per amore (1836)
- L'amante di richiamo (1846)
- Crispino e la Comare ali Il medico e la morte (slov. Krišpin in njegova botra) (1850)